# Iurie Păsat
Iurie Păsat (n. 9 august 1972 – d. 5 august 2024) a fost un politician moldovean. A fost primar al satului Bălceana, raionul Hîncești, din 2011 până în 2015 și din nou din 2019 până în 2021. Apoi a fost ales în Parlamentul Republicii Moldova ca membru al Partidului Acțiune și Solidaritate (PAS), unde a servit din 2021 până la moartea sa în funcție, la 5 august 2024. A deținut funcția de vicepreședinte în Comisia Parlamentară pentru Agricultură și Industria Alimentară în timp ce a fost deputat.
A murit la Chișinău, în urma unui șoc anafilactic.